# Gazozaur

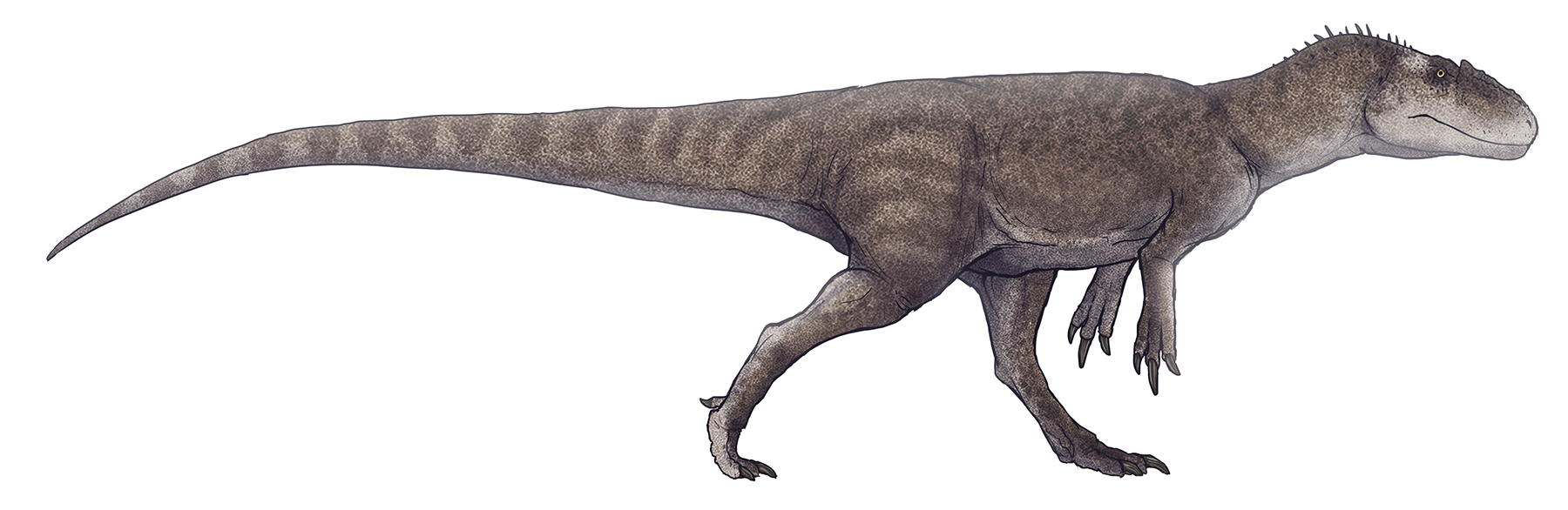
Głowa gazozaura

Gazozaur (Gasosaurus constructus) – mięsożerny dinozaur z grupy tetanurów (Tetanurae) o bliżej niesprecyzowanej pozycji systematycznej; jego nazwa znaczy gazowy jaszczur – szczątki gazozaura zostały odkryte przez pracowników firmy naftowej. Żył w okresie jury (ok. 164 mln lat temu- Baton, Kelowej) na terenach wschodniej Azji. Długość ciała ok. 3,5-4 m, wysokość ok. 1,3 m, masa ok. 150 kg. Jego szczątki znaleziono w Chinach (prowincja Syczuan, w okolicach miasta Zigong), w skałach formacji Shaximiao.

## Opis
Dwunożny mięsożerca. Tylne kończyny potężne, przednie bardzo krótkie (jak u większości teropodów). Silna szczęka charakterystyczna dla mięsożerców.

## Zachowanie
Prawdopodobnie zwierzęta te polowały w grupkach.